# Kanton Villenauxe-la-Grande
Der Kanton Villenauxe-la-Grande war bis 2015 ein französischer Wahlkreis im Département Aube und in der Region Champagne-Ardenne. Er umfasste sieben Gemeinden im Arrondissement Nogent-sur-Seine; sein Hauptort (frz.: chef-lieu) war Villenauxe-la-Grande. Die landesweiten Änderungen in der Zusammensetzung der Kantone brachten im März 2015 seine Auflösung. Vertreter im Generalrat des Départements war zuletzt Christophe Dham.
Der Kanton Villenauxe-la-Grande war 81,32 km² groß und hatte 4661 Einwohner (Stand 2012).

## Gemeinden
| Gemeinde                  | Einwohner (Stand: 2022) | Code postal | Code Insee |
| ------------------------- | ----------------------- | ----------- | ---------- |
| Barbuise                  | 447                     | 10400       | 10031      |
| Montpothier               | 329                     | 10400       | 10254      |
| Périgny-la-Rose           | 160                     | 10400       | 10284      |
| Plessis-Barbuise          | 183                     | 10400       | 10291      |
| La Saulsotte              | 681                     | 10400       | 10367      |
| Villenauxe-la-Grande      | 2604                    | 10370       | 10420      |
| La Villeneuve-au-Châtelot | 148                     | 10400       | 10421      |

## Bevölkerungsentwicklung
| 1962 | 1968 | 1975 | 1982 | 1990 | 1999 | 2006 | 2012 |
| ---- | ---- | ---- | ---- | ---- | ---- | ---- | ---- |
| 3203 | 3188 | 2936 | 2971 | 3325 | 4125 | 4399 | 4661 |